# Хеллер, Уолтер
Уо́лтер Во́льфганг Хе́ллер (англ. Walter Wolfgang Heller; 27 августа 1915, Буффало — 15 июня 1987, Худ-Канал, Вашингтон) — американский экономист.
Учился в Оберлинском колледже; доктор философии (1941) Висконсинского университета. Преподавал в Миннесотском университете. Председатель Совета экономических консультантов при президенте США (1961—1964). Президент Американской экономической ассоциации (1974).

## Основные произведения
- «Налоги и монетарная реформа в оккупированной Германии» (Tax and Monetary Reform in Occupied Germany, 1949);
- «Новые измерения политической экономии» (New Dimensions of Political Economy, 1966);
- «Экономика: старые мифы и новые реальности» (The Economy: Old Myths and New Realities, 1976).